# 羰基甲硼烷
羰基甲硼烷是一种无机化合物，化学式H3BCO。它可以由甲硼烷-乙醚配合物和一氧化碳化合而成。这种无色气体是甲硼烷和一氧化碳的加合物。它和水溶液化合成硼碳酸盐：H3BCO22−。B-C键长是152.9皮米，C-O三键键长是114.0皮米，而B-H键长是119.4皮米。H-B-H键角是113.7°。